# Titaea latifascia
Titaea latifascia är en fjärilsart som beskrevs av Walker 1855. Titaea latifascia ingår i släktet Titaea och familjen påfågelsspinnare. Inga underarter finns listade i Catalogue of Life.